# The Boatswain's Mate

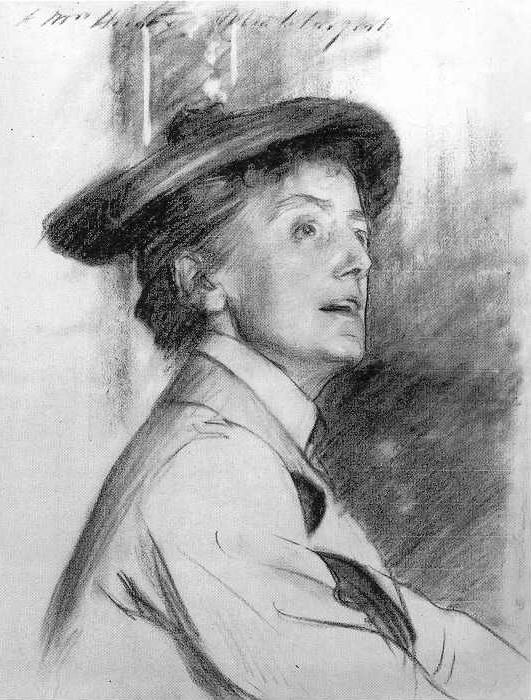
Ethel Smyth, målning av John Singer Sargent 1901.

The Boatswain's Mate (Båtsmannens vän) är en opera i en akt med musik av Ethel Smyth och libretto av tonsättaren efter en historia av William Wymark Jacobs.
Det var Smyths fjärde opera och handlingen rör sig kring ett humoristisk könskrig mellan en energisk och rådig hjältinna som överlistar sin beräknande uppvaktare (men måhända faller för hans medbrottsling - det är upp till publiken att avgöra).
Stephen Banfield har beskrivit musiken som "varvad med talad dialog i del 1, den är symfoniskt uppbyggd kring folksånger och Smyths egen The March of the Women; dess rytm och orkestrering är skickligt utförd."

## Historik
Från december 1913 till maj 1914 bodde Smyth på ett hotell i Helwan i Egypten för att kunna komponera The Boatswain's Mate utan att bli störd, även om hon fortsatte en kontinuerlig brevväxling med Emmeline Pankhurst. Hotellet, tidigare Tewfik Pasha, föreslogs av hennes vän Ronald Storrs, som var anställd hos Lord Kitchener i Kairo. Efter att hon återvänt till Europa planerade hon för operans premiär i Frankfurt am Main i mars 1915 och även för att få sin tidigare opera The Wreckers uppförd i München i februari 1915. Men planerna omintetgjordes vid Första världskrigets utbrott i augusti 1914.
Det första framförandet av The Boatswain's Mate ägde slutligen rum på Shaftesbury Theatre i London den 28 januari 1916 under ledning av Smyth. Dirigenten Thomas Beecham överlät premiären till Eugene Goossens men på premiärdagen "valde kompositören själv att dirigera sitt verk - mycket till min förargelse - då jag hade tagit hand om alla de förberedande orkesterrepetitionerna. I sista stund tåg hon över dirigentpinnen i tron att hon var en gudasänd dirigent, vilket hon inte var."
I operan förekom det en rad med folkvisor, inklusive "The Keeper" och "Lord Randall", liksom "Bushes and Briars", vilka låg som bas för musiken till mellanspelet. Ouvertyren byggde på Smyths tidigare komposition "The March of the Women". Recensioner i The Times gjorde en distinktion mellan den balladoperaliknande stilen i del 1, med dess lätt sorglösa dialoger och sånger, och den genomkomponerade stilen i del 2, som de ansåg tung och mindre lämplig till librettot. Bondekören i del 1 prisades också.
Operan framfördes med stor orkester och kör ett antal gånger på Royal Opera House, Covent Garden på 1920-talet. Smyths musik ansågs så småningom omodern och inga föreställningar sattes upp förrän en kammarmusikversion av operan arrangerades av teatersällskapet Primavera Productions på Finborough Theatre i London i juni 2007.
2018 framfördes The Boatswain's Mate på Grimeborn Festival, Arcola Theatre, London.

## Roller
| Personer             | Röststämma | Premiärbesättning 28 januari 1916 (Dirigent: Ethel Smyth) |
| -------------------- | ---------- | --------------------------------------------------------- |
| Mrs Waters           | sopran     | Rosina Buckman                                            |
| Harry Benn           | tenor      | Courtice Pounds                                           |
| Ned Travers          | baryton    | Frederick Ranalow                                         |
| Polismannen          | basbaryton | Arthur Wynn                                               |
| Mary-Ann             | (talroll)  | Norah Roy                                                 |
| Manskören 'Two cats' |            | M. Voxo                                                   |

## Handling
Plats: England
Tid: 1900-talet

### Del ett
Mrs Waters är änka och förestår ett ensligt värdshus kallat "The Beehive". Hon har inga tankar på att gifta om sig. Bland sina gäster finns den pensionerad båtmannen Harry Benn. Efter att ha avfärdat hans senaste frieri går hon ut på ett ärende och låter honom sköta värdshuset. Han bestämmer sig för att vinna hennes hjärta och tar hjälp av den utfattige före detta soldaten Ned Travers. Benn övertalar honom att låtsas göra inbrott i värdshuset så att Benn kan spela hjälterollen.

### Del två
Samma natt bryter sig Travers in. När han ser Mrs Waters komma nedför trapporna med ett gevär i händerna gömmer han sig i ett skåp, varpå hon låser dörren. När hon hotar att skjuta avslöjar han sanningen och går med på att hjälpa henna hämnas. Hon säkrar geväret och ropar på hjälp medan Travers gömmer sig på ovanvåningen. Benn rusar in men blir förskräckt när hon berättar att hon har dödat inbrottstjuven. Hon skickar ut Benn för att gräva en grav. Ångerfull överlämnar han sig till en förbipasserande polis. De går in men finner Travers vid liv. Mrs Waters blir ensam med den charmerande Travers och hennes motstånd till giftermål börjar vackla.